# Marcia Babineau
Marcia Babineau est une metteuse en scène, comédienne, pédagogue et directrice artistique canadienne, reconnue pour son rôle central dans le développement et le rayonnement du théâtre acadien. Cofondatrice et directrice artistique du Théâtre l’Escaouette, elle a marqué la scène théâtrale du Nouveau-Brunswick par son engagement artistique et son travail de mentorat auprès des générations émergentes d’artistes francophones. Son approche artistique se caractérise par une exploration sensible du jeu d’acteur et une mise en scène qui allie rigueur et liberté créatrice.

## Biographie
Marcia Babineau est une figure majeure du théâtre acadien et francophone au Canada. Elle est l’une des fondatrices du Théâtre l’Escaouette en 1977, une institution qui s’impose aujourd’hui comme un pilier du théâtre en Acadie. Depuis, elle en assure la direction artistique ainsi que la codirection générale, contribuant à faire de cet espace un lieu de création, d’exploration et de transmission.
Diplômée en art dramatique de l’Université de Moncton en 1978, elle fait partie des premières finissantes du département. Souhaitant approfondir sa pratique artistique, elle poursuit sa formation à New York, où elle étudie auprès de maîtres reconnus au Lee Strasberg Theatre Institute, à l’Actor’s Studio et au Alvin Ailey Dance Studio. Cette expérience influence profondément son approche du jeu et de la mise en scène, intégrant une rigueur émotionnelle et physique dans ses productions.
Sa carrière de comédienne est marquée par des rôles marquants au théâtre, notamment dans Nature morte dans un fossé, Pour une fois, Laurie ou la vie de galerie et L’Exil d’Alexa. Au cinéma, elle s’illustre dans Les Années Noires et Madame Latour, où elle livre des performances mémorables.
En tant que metteuse en scène, elle signe plus d’une trentaine de productions, dont plusieurs ont marqué le paysage théâtral acadien et canadien. Parmi ses mises en scène notables figurent La vieille femme près de la voie ferrée, Le jeu de la mélancolie, Mistero Buffo, Les débuts de Loretta, Oleanna, Ne jamais nager seul, ainsi que de grandes productions comme Winslow et Les Remugles ou la danse nuptiale est une langue morte.
Parallèlement à sa carrière artistique, Marcia Babineau a joué un rôle clé dans la formation des artistes émergents. De 2007 à 2021, elle enseigne l’interprétation à l’Université de Moncton, avant d’en diriger le Département d’art dramatique de 2016 à 2021. À travers son enseignement et son mentorat, elle contribue au développement de plusieurs générations de comédiens et de créateurs en Acadie.
Son implication dépasse le cadre académique et institutionnel. De 2010 à 2014, elle préside l’Association des théâtres francophones du Canada, jouant un rôle clé dans le développement du théâtre en milieu minoritaire. De 2006 à 2010, elle est membre des gouverneurs de l’École nationale de théâtre du Canada, où elle participe aux orientations stratégiques de la formation théâtrale à l’échelle nationale.

## Carrière théâtrale
Marcia Babineau a signé la mise en scène de nombreuses productions majeures, contribuant à faire rayonner le théâtre acadien à l’échelle nationale et internationale. Son travail met en lumière des dramaturgies contemporaines et privilégie une direction d’acteurs précise et incarnée.
Parmi ses mises en scène notables, on retrouve :
- Les remugles ou la danse nuptiale est une langue morte de Caroline Bélisle (2022) – Présentée au Théâtre l’Escaouette, cette œuvre explore les tensions identitaires et linguistiques en Acadie à travers une écriture audacieuse et un univers scénique percutant.
- Winslow de Herménégilde Chiasson (2019) – Une pièce qui interroge la mémoire et l’histoire acadienne, où la mise en scène de Babineau a été saluée pour son habileté à conjuguer poésie et réalisme scénique.
- Cul-de-sac de Daniel MacIvor (2014-2015) – Présentée au Théâtre l’Escaouette et au Théâtre populaire d’Acadie, cette production a permis de mettre en avant un texte fort porté par une mise en scène épurée et viscérale.

Son travail théâtral ne se limite pas à la mise en scène : elle a également été comédienne dans plusieurs productions marquantes et a contribué au développement d’une écriture scénique propre à l’Acadie, où le langage, le corps et l’espace scénique se rencontrent pour générer des œuvres originales et profondément enracinées dans leur territoire.

## Direction artistique et impact sur le théâtre acadien
Depuis plusieurs décennies, Marcia Babineau est à la direction artistique et à la co-direction générale du Théâtre l’Escaouette, un rôle qui lui permet d’influencer directement l’évolution du théâtre acadien. Sous sa direction, l’institution a soutenu la création de nouvelles œuvres, favorisé l’émergence de jeunes artistes et encouragé des collaborations avec d’autres compagnies au Canada et à l’international.
Son travail à la direction artistique du Théâtre l’Escaouette a permis :
- Le développement d’une dramaturgie acadienne contemporaine en donnant une voix à des auteurs comme Caroline Bélisle, Herménégilde Chiasson, Gabriel Robichaud et Céleste Godin.
- L’établissement de résidences de création et de laboratoires artistiques qui permettent aux artistes d’explorer et de développer leurs projets dans un cadre professionnel.
- La collaboration avec des compagnies de théâtre francophones au Canada et à l’étranger, favorisant ainsi la diffusion du théâtre acadien sur d’autres scènes.

## Enseignement et mentorat
En plus de son travail de création et de direction artistique, Marcia Babineau a joué un rôle fondamental dans la formation et l’accompagnement des nouvelles générations d’artistes en Acadie. Professeure d’interprétation à l’Université de Moncton de 2007 à 2021, elle y a formé de nombreux comédiens et metteurs en scène qui évoluent aujourd’hui dans le milieu théâtral francophone. De 2016 à 2021, elle a dirigé le Département d’art dramatique de l’Université de Moncton, où elle a contribué à moderniser les approches pédagogiques et à structurer le programme d’études pour mieux répondre aux réalités du théâtre contemporain.
Parallèlement à son enseignement universitaire, elle a animé plusieurs ateliers de perfectionnement destinés aux artistes émergents et professionnels. Son expertise en direction d’acteurs et en mise en scène a influencé le développement du jeu en Acadie, mettant l’accent sur l’incarnation du texte, l’expression physique et l’exploration émotionnelle des rôles.
Son engagement dans la formation théâtrale s’est également manifesté à travers :
- Des formations en mise en scène et dramaturgie, contribuant à la professionnalisation du théâtre acadien et au développement d’une identité scénique propre à la région.
- Un mentorat direct auprès de jeunes artistes, en leur offrant des opportunités de création et en les accompagnant dans l’élaboration de leurs projets.
- Son rôle dans des instances nationales, notamment en tant que gouverneure de l’École nationale de théâtre du Canada (2006-2010), où elle a participé aux grandes orientations de la formation théâtrale au pays.

À travers son travail pédagogique et son implication institutionnelle, Marcia Babineau a non seulement formé une génération d’artistes, mais elle a aussi contribué à la structuration et à la reconnaissance du théâtre acadien sur la scène nationale et internationale.

## Reconnaissance et héritage
Le travail et l’influence de Marcia Babineau dans le théâtre acadien et canadien ont été largement reconnus. En 2007, la France lui décerne l’Ordre des Chevaliers des Arts et Lettres, une distinction prestigieuse qui souligne son apport à la culture francophone. En 2020, elle est reçue à la Société royale du Canada, une reconnaissance exceptionnelle qui témoigne de son impact durable sur les arts et la culture.
Son engagement dans le développement du théâtre acadien, que ce soit à travers la direction artistique du Théâtre l’Escaouette, son travail de mise en scène et d’interprétation, ou encore son enseignement, a contribué à forger un espace théâtral francophone dynamique et innovant.
Artiste passionnée et pédagogue engagée, Marcia Babineau laisse un héritage significatif, ayant non seulement façonné la scène théâtrale acadienne, mais aussi inspiré et formé de nombreux artistes qui poursuivent aujourd’hui cette tradition d’excellence et de créativité. Son parcours témoigne d’une volonté constante de faire du théâtre un espace de réflexion, de transmission et d’émancipation artistique, tout en affirmant une identité acadienne forte et contemporaine.